# 駐日クウェート大使館

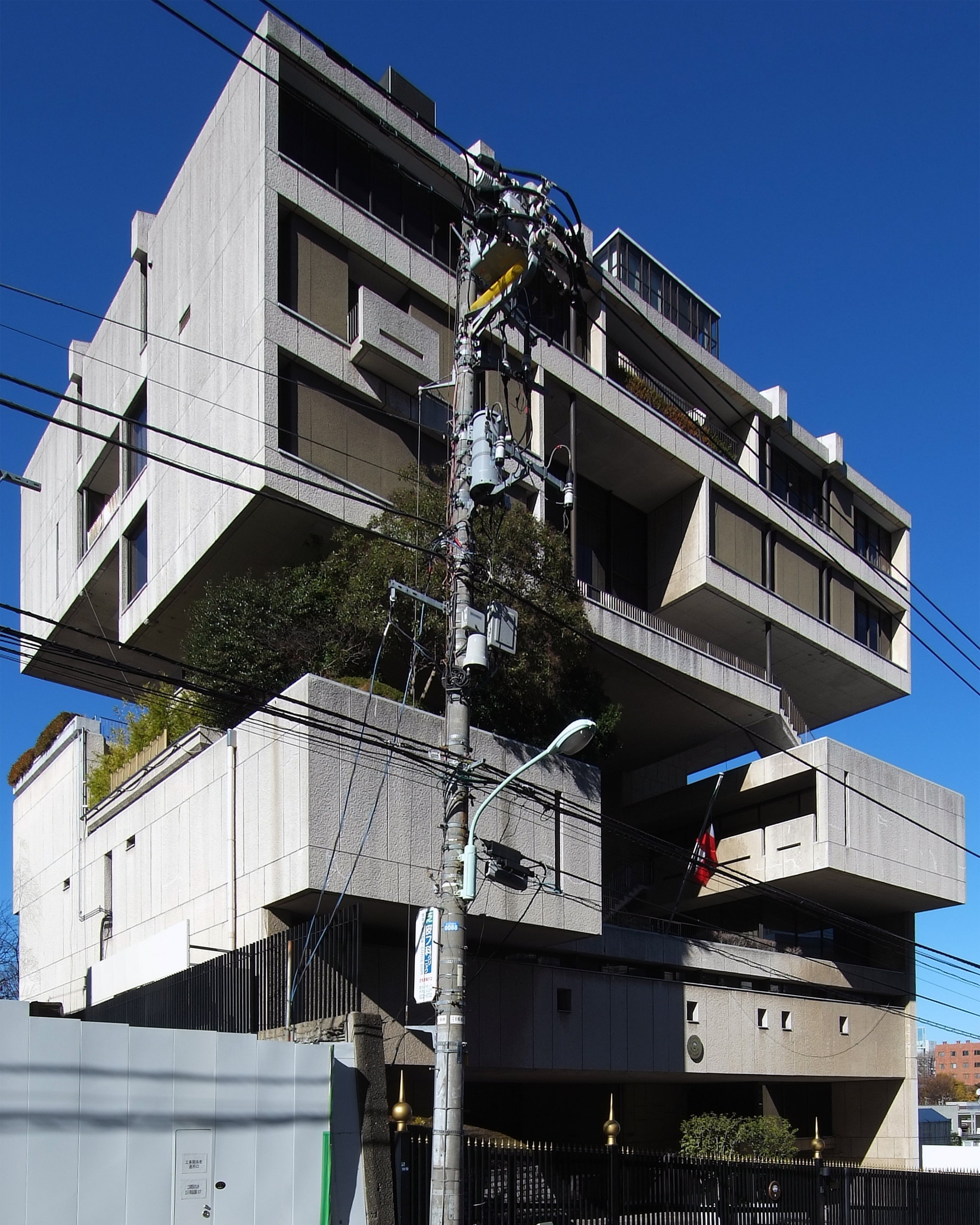
聖坂から南方より

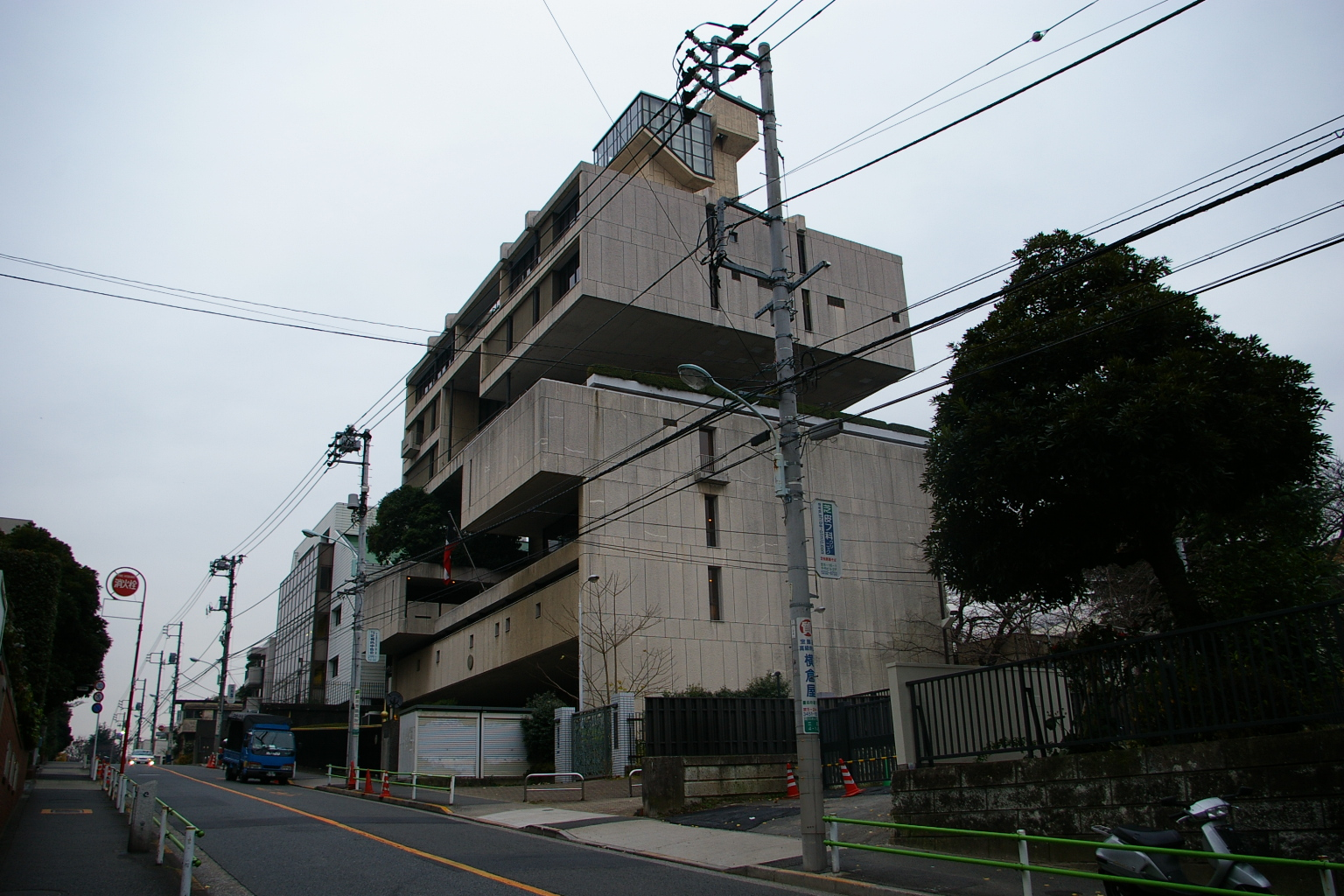
聖坂から北東より

駐日クウェート大使館（ちゅうにちクウェートたいしかん、アラビア語: سفارة دولة الكويت في طوكيو、英語: Embassy of the State of Kuwait in Tokyo）は、東京都港区三田にあるクウェート国の大使館。設計は丹下健三。

## 駐日クウェート大使
2022年11月17日より、サーミ・ガッサーブ・ムハンマド・アルザマーナーンが特命全権大使を務めている。

## 大使館建設までの経緯
- 1961年、クウェートがイギリスからの独立を達成し、日本国はこれを承認する旨同国に通達。同時に同国は外交使節団として日本にモハメド・カバザルドとスレイマン・サーネを日本に派遣。同年後者を大使に任命。
- 1962年、同地にクウェート大使館を開設。
- 1970年、設計・丹下健三、施工・鹿島建設[2] による新館舎が建設される。

### 改築
耐震強度の問題により改築することになり、2017年10月、「（仮称）クウェート国大使館新築工事」の概要が発表された。
- 改築は2018年4月に着工予定、20年4月の完成を目指す。

## エピソード
- 同大使館は、イラクのクウェート侵攻の際、日本の警察による特別な警備体制がとられた。
- 2002年、アラビア石油の平成15年1月以降の分割地帯沖合操業に係る新契約に関わる合意調印式開催。
- 2004年、チャリティーバザーの収益が大使館からセーブ・ザ・チルドレン・ジャパンに寄付された[3]。

## 建築データ

### 1970～2018
- 建築：1970年
- 敷地面積：923m2
- 建築面積：551m2
- 延床面積：4,137m2
- 階数：地上7階　地下2階　塔屋2[4]
- 高さ：25.40m
- 構造：鉄骨鉄筋コンクリート造

万博をきっかけにして海外での活動が中心となった丹下健三が、1970年代に日本国内に残した数少ない建築作品である。2本の太いコア・シャフトによって支えられた上層部と下層部との2つの大きなボリュームで構成されるダイナミックな造形で、上層部は大使公邸、下層部は大使館の事務室として用いられ、機能的にも明快な分離が図られている。

### 2000～
- 建築：2000年4月（予定/以下同様）
- 敷地面積：901m2
- 延床面積：3,500m2
- 階数：地上5階　地下3階
- 構造：鉄骨造・一部鉄筋コンクリート造

設計はコンペで選ばれた菅匡史建築研究所（神戸市）が担当、施工者は入札で決定する